# تادیون
تادیون (به مجاری:  Tagyon) یک شهرداری در مجارستان است که در ناحیه بالاتون‌فورد واقع شده‌است. تادیون ۲٫۷۶ کیلومتر مربع مساحت و ۸۸ نفر جمعیت دارد.